# Sistema di coordinate orizzontali

Rappresentazione del sistema di coordinate orizzontali.

Il sistema di coordinate orizzontali, chiamato anche topocentrico, è un sistema di coordinate celesti che utilizza il piano dell'orizzonte dell'osservatore come piano fondamentale. Le sue coordinate sono espresse in termini di altezza e azimut.
Per questo viene anche chiamato "sistema az/el", o "sistema alt/az".
Nella montatura altazimutale di un telescopio, i due assi dello strumento seguono altitudine e azimut.

## Definizione
Questo sistema di riferimento divide il cielo in due emisferi: quello superiore, nel quale gli oggetti sono visibili, e quello inferiore, nel quale gli oggetti non possono essere visti. Il cerchio massimo che separa i due emisferi è chiamato orizzonte locale. Il polo dell'emisfero superiore è chiamato zenit, mentre quello dell'emisfero inferiore è detto nadir.
Vi sono due coordinate angolari indipendenti:
- l'altezza, talvolta chiamata anche elevazione, che consiste nell'angolo tra l'oggetto e l'orizzonte locale dell'osservatore. Se l'oggetto è nell'emisfero superiore, quest'angolo è compreso tra 0 e 90°;
- l'azimut, che rappresenta l'angolo tra la proiezione dell'oggetto sull'orizzonte locale e la direzione del nord, misurato da nord verso est. Vi sono comunque delle eccezioni, come ad esempio il sistema FITS[4] dell'Osservatorio europeo australe (ESO),[5] il quale misura l'azimut dalla direzione del sud verso ovest, o il sistema FITS dello Sloan Digital Sky Survey, che lo misura dal sud verso est.